# Suurhusen
Suurhusen est un village de Basse-Saxe dans le nord de l'Allemagne qui fait partie de la commune de Hinte.

## Tour penchée
Le clocher du village, construit en 1450, a été considéré par le Livre Guinness des records comme la tour la plus penchée au monde avec un angle d'inclinaison de 5,19 degrés. Soit plus encore que la Tour de Pise avec 3,97.